# Liao Siao-jing
Liao Siao-jing (čínsky pchin-jinem Liao Xiao-ying, znaky zjednodušené 廖曉瑩; * 1972) je hongkongská trenérka a bývalá reprezentantka ve sportovním lezení, na Mistrovství Asie získala pět bronzových medailí v lezení na obtížnost.

## Výkony a ocenění
- 2000–2007: minimálně pět bronzových medailí z Mistrovství Asie (další výsledky závodů nejsou na IFSC)
- 2016/2017: trenérka třídy SCC3[1]

### Závodní výsledky
| Mistrovství světa | Mistrovství světa | Mistrovství světa | Mistrovství světa | Mistrovství světa |
| Rok               | 1997              | 2005              | 2007              | 2009              |
| ----------------- | ----------------- | ----------------- | ----------------- | ----------------- |
| Obtížnost         | 42                | 42                | 67                | —                 |
| Bouldering        | —                 | 53                | 51-57             | 46                |

| Světový pohár | Světový pohár | Světový pohár | Světový pohár | Světový pohár | Světový pohár | Světový pohár | Světový pohár |
| Rok           | 2001          | 2002          | 2003          | 2004          | 2005          | 2006          | 2007          |
| ------------- | ------------- | ------------- | ------------- | ------------- | ------------- | ------------- | ------------- |
| Obtížnost     |               |               |               |               |               |               |               |
| jednotlivě*   |               |               |               |               |               |               |               |

- pozn.: nalevo jsou poslední závody v roce

| Mistrovství Asie | Mistrovství Asie | Mistrovství Asie | Mistrovství Asie | Mistrovství Asie | Mistrovství Asie | Mistrovství Asie | Mistrovství Asie |
| Rok              | 2000             | 2002             | 2005             | 2006             | 2007             | 2010             | 2013             |
| ---------------- | ---------------- | ---------------- | ---------------- | ---------------- | ---------------- | ---------------- | ---------------- |
| Obtížnost        | 3                | 3                | 3                | 3                | 3                | 6                | 10               |
| Rychlost         |                  |                  |                  |                  |                  |                  |                  |
| Bouldering       |                  |                  |                  |                  |                  | 20               | 16               |